# Cophixalus salawatiensis
Cophixalus salawatiensis ist eine 2015 neu beschriebene Art der Froschlurche aus der Unterfamilie der Papua-Engmaulfrösche (Asterophryinae) innerhalb der Familie der Engmaulfrösche. Sie ist bisher nur von der Insel Salawati im Raja-Ampat-Archipel bekannt. Diese Inselgruppe gehört zum indonesischen Teil Neuguineas. 

## Merkmale
Die Kopf-Rumpf-Länge von Cophixalus salawatiensis beträgt zwischen 19,6 und 22,5 Millimetern bei Männchen. Die Beine sind nicht besonders lang, sondern erreichen ungefähr die Hälfte der Kopf-Rumpf-Länge. Der vierte Zeh ist der längste, der dritte Zeh ist länger als der fünfte. Zwischen den Fingern und Zehen des Frosches gibt es keine Schwimmhäute. Die Haftscheiben an den Fingern sind bei dieser Art gleich groß wie an den Zehen oder sogar größer.
Die Schnauze des Frosches ist spitz und erscheint im Profil etwas vorstehend. Die Rückenfärbung ist beige bis orange mit grauen Flecken hauptsächlich an den Flanken. Die Haut ist glatt und zeigt unregelmäßige Tuberkel, die in dorsolateralen Reihen angeordnet sein können. Die Unterseiten der Extremitäten sind cremefarben, ebenso der Bauch. Darauf sind unregelmäßige braune Flecken zu sehen. Die Analregion ist schwärzlich. Von der Schnauze verläuft ein weißlicher Streifen entlang des Canthus rostralis bis hinter das Auge. Dort beginnt ein kurzer, dunkelbrauner Streifen, der sich nach hinten zieht. Dieser begrenzt einen runden, cremefarbenen Bereich hinter dem Auge, der bis zum Ansatz der Oberarme reicht. Auffällig ist je ein orangefarbener Fleck im Bereich der Oberarme. Eine bei lebenden Exemplaren graubraune „Maske“ überzieht die Hautregion von der Schnauze und unterhalb des Auges bis zu dem runden hellen Fleck. Die Kehle ist grau.

## Lebensweise
Nach starken Regenfällen klettern die Männchen auf Blätter in einer Höhe von 30 Zentimetern bis 1,5 Metern über dem Boden. Ihr Ruf ist eine Abfolge von sechs bis acht Tönen, die durch ihre hohe Frequenz von 2,9 kHz ein piependes Geräusch ergeben. Die Rufe werden in Abständen von bis zu einer Minute wiederholt. Es wurde auch ein hermaphroditisches Exemplar gefunden, das sich wie die anderen Männchen verhielt und von einem Blatt aus mit Rufen um Weibchen warb, aber auch Eier in verschiedenen Entwicklungsstadien enthielt.

## Forschungsgeschichte
Das Ende Juni 2005 auf der Insel Salawati im Raja-Ampat-Archipel entdeckte Typusexemplar von Cophixalus salawatiensis wurde im Jahr  2015 von Rainer Günther vom Museum für Naturkunde Berlin und seinen australischen und indonesischen Kollegen beschrieben. In derselben Arbeit wurde die ebenfalls im Jahr 2005 auf den Nachbarinseln Batanta und Waigeo entdeckte Art Cophixalus rajampatensis beschrieben. Trotz der Nähe der Inseln zueinander gibt es keine Überschneidungen im Verbreitungsgebiet der beiden Arten. Das dürfte an der unterschiedlichen erdgeschichtlichen Entwicklung verschiedener Teile des Archipels liegen.